# Li Baodong
Li Baodong (en chino simplificado, 李保东; nacido en Pekín en abril de 1955) es un diplomático chino que entre 2010 y 2013 se desempeñó como representante permanente de la República Popular de China ante la Organización de las Naciones Unidas en Nueva York. Desde 2013 es Viceministro de Relaciones Exteriores de la República Popular de China.

## Biografía

### Carrera
Nació en Pekín y estudio en la Universidad de Lenguas Extranjeras de Pekín (entre 1973 y 1977) y en la Universidad Johns Hopkins en Estados Unidos entre 1988 y 1989, donde obtuvo una maestría en Política Pública Internacional.
Su primer trabajo fue en 1969 como miembro de los jóvenes educados en el Cuerpo de Producción y Construcción en Heilongjiang. Entre 1970 y 1973 formó parte del Ejército Popular de Liberación como soldado del regimiento 110 de la división 37 del cuerpo 13.
Luego de su graduación en Pekín ingresó al Ministerio de Relaciones Exteriores de la República Popular China en 1977 donde ocupó varios cargos. Entre 1977 y 1986 fue personal en la Oficina de Servicios para las Misiones Diplomáticas de Pekín y entre 1997 y 1998 fue director general del Departamento de Organizaciones Internacionales y Conferencias. Entre 1998 y 2005 fue Alto Funcionario de la República Popular de China ante el Foro de Cooperación Económica Asia-Pacífico. También cumplió funciones en el Departamento de Información del Ministerio de Relaciones Exteriores.
Entre 2005 y 2007 se desempeñó como embajador extraordinario y plenipotenciario de China en Zambia.

### Naciones Unidas
En 2007 fue nombrado representante permanente de la República Popular de China en las oficinas de la Organización de las Naciones Unidas y otros organismos internacionales en Ginebra, Suiza. En 2010 fue nombrado representante permanente en la sede de las Naciones Unidas en Nueva York reemplazando a Zhang Yesui.
Durante los meses de marzo de 2011 y junio de 2012 fue Presidente del Consejo de Seguridad de las Naciones Unidas.
En agosto de 2012 declaró sobre la situación en Siria por la guerra civil ante el Consejo de Seguridad. Habló sobre la consternación del gobierno chino al respecto y de la ayuda humanitaria que brinda. También abogó por los esfuerzos del gobierno sirio para colaborar con organismos internacionales. Pidió que las Naciones Unidas brinde ayuda humanitaria de forma neutral e imparcial y respetando la integridad terrirorial de Siria. También aclaró que «el tema sirio debe ser resuelto a través de un proceso político liderado por el pueblo sirio» y que China se opone a imponer soluciones externas o forzar a un cambio de régimen.
Li estuvo en el cargo hasta agosto de 2013, siendo reemplazado por Liu Jieyi. Tras ello fue nombrado Viceministro de Relaciones Exteriores de la República.

### Distinciones
En 2009 recibió un doctorado honoris causa en la Escuela de Diplomacia y Relaciones Internacionales de Ginebra.

### Vida personal
En cuanto a su vida personal, está casado y tiene un hijo.